# 10931 Ceccano
10931 Ceccano este un asteroid din centura principală de asteroizi.

## Descriere
10931 Ceccano este un asteroid din centura principală de asteroizi. A fost descoperit pe 16 februarie 1998 la Ceccano de Gianluca Masi. El prezintă o orbită caracterizată de o semiaxă mare de 2,69 ua, o excentricitate de 0,05 și o înclinație de 6,3° în raport cu ecliptica.